# Lemon-lime
Lemon-lime is een type koolzuurhoudende frisdrank met de smaak van citroen en limoen. In Europa zijn de bekendste merken van dit type frisdrank 7Up en Sprite; elders in de wereld zijn ook Sierra Mist (V.S.), Mountain Dew (V.S.) en Limca (India) populaire merken.
Lemon-lime frisdranken zijn kleurloos, waardoor ze soms abusievelijk worden aangezien voor koolzuurhoudend mineraalwater. Vaak worden ze verkocht in groengekleurde petflessen of glazen flessen om het verschil tussen de twee duidelijk te maken.
De combinatie van citroen- en limoensmaak wordt ook gebruikt in andere voedingsmiddelen, zoals waterijsjes en lolly's.

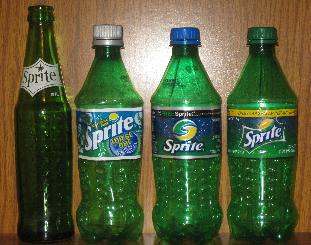
Sprite-flesjes
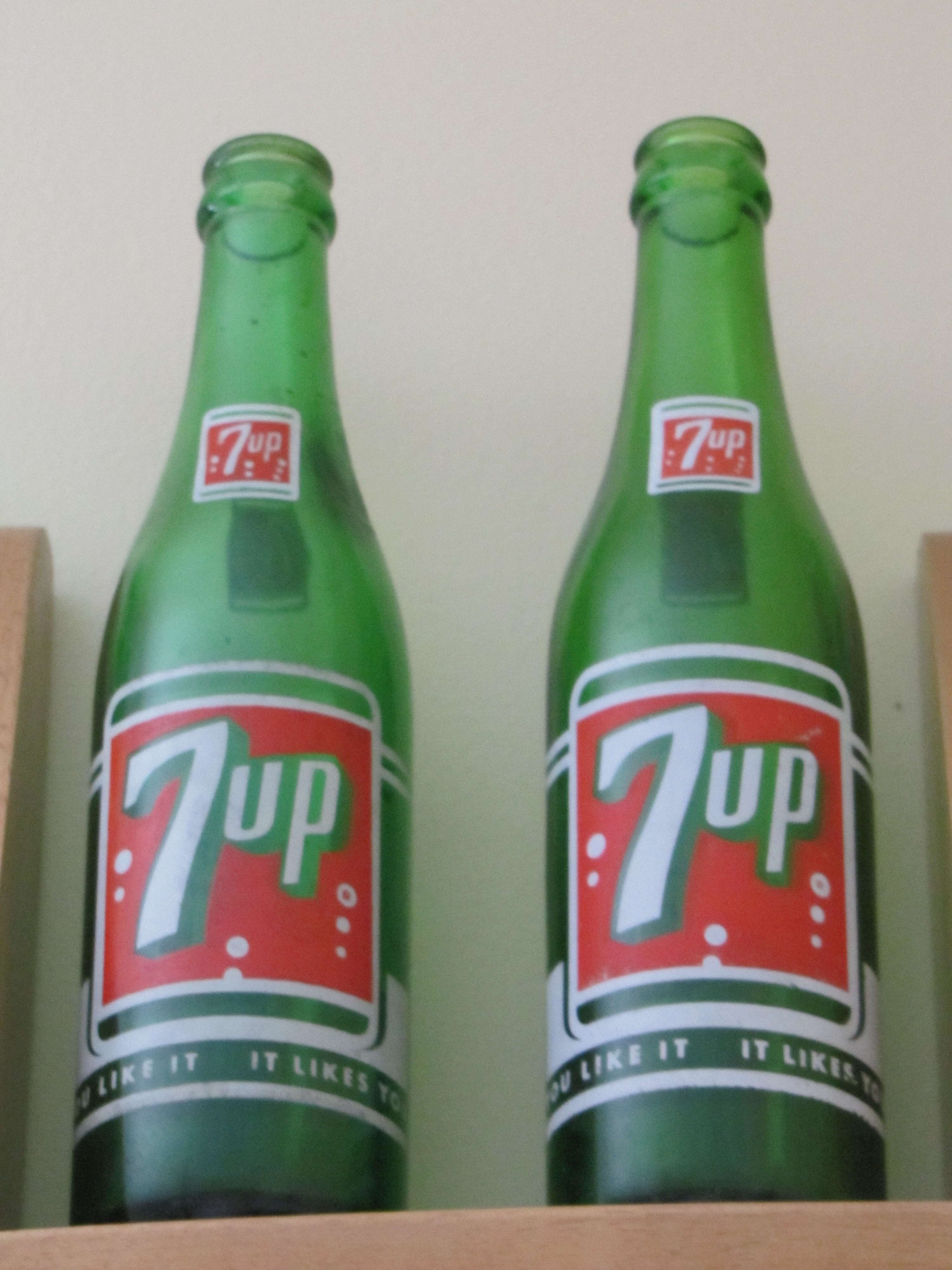
(Oude) 7 Up-flesjes